# Jin (unità di misura)
Il Jin (zh. 斤T, jīnP; cantonese: gan; minnan taiwanese: kin oppure kun; coreano: geun; giapponese: kin; vietnamita: cân) è un'unità di misura cinese usata in tutta l'Asia orientale e nel Sud-est asiatico. La parola inglese dell'unità di misura, catty, deriva dal malaysiano kati, usato in Malaysia per pesare informalmente cibo ed altre merci in alcuni mercati di strada ed alimentari.
Il jīn equivale tradizionalmente ad 1⅓ di libbra; viene formalizzato come 604,78982 grammi ad Hong Kong, 604,79 grammi in Malaysia e 604,8 grammi a Singapore. A Taiwan e in Thailandia, il peso è stato arrotondato come 600 grammi. 
Nella Cina continentale, il jin è stato arrotondato come 500 grammi e viene detto jin di mercato (市斤, shijin), distinto dal chilogrammo che viene detto jin pubblico (公斤, gongjin).

## Unità di misura correlate
Il picul (malaysiano: pikul; caratteri cinesi: 擔; pinyin: dàn; cantonese: tam) equivale a 100 jin.
Il tael (malaysiano: tahil; caratteri cinesi: 兩; pinyin: liăng; cantonese leung; minnan taiwanese: niu oppure nio•) equivale ad 1/16 di jin.
Il dan (caratteri cinesi: 石; cantonese: shek) equivale a 120 jin.